# Oliver Twist (miniserie televisiva 2007)
Oliver Twist è una miniserie televisiva inglese tratta dall'omonimo romanzo di Charles Dickens. Composta da cinque episodi, è stata trasmessa su BBC One dal 18 al 22 dicembre 2007. È stata trasmessa negli Stati Uniti su il 15 e 22 febbraio 2009, in due puntate da novanta minuti.

## Produzione
Le riprese hanno avuto luogo nel maggio 2007, con la scena nell'ospizio in cui Oliver chiede "Per favore, signore, ne voglio ancora" è stata girata al Historic Dockyard a Chatham.

## Riconoscimenti
- 2008 - Bafta[4]
  - Miglior costumi a Amy Roberts
  - Candidatura al miglior trucco e acconciature a Anne Oldham

- 2008 - Broadcasting Press Guild Awards[4]
  - Candidatura alla miglior serie drammatica a Coky Giedroyc, Sarah Phelps e Sarah Brown